# Аеродром Румбек
Аеродром Румбек (: , : ) је ваздухопловно пристаниште код града Румбек у вилајету Ел Бухајрат у Јужном Судану. Смештен је на 420 метара надморске висине и има једну полетно-слетну стазу дужине 880 метара. Током 2003. године у марту месецу овде су се догодиле две мање авионске несреће.